# Liste der Baudenkmäler in Neukirchen bei Sulzbach-Rosenberg
Auf dieser Seite sind die Baudenkmäler in der Oberpfälzer Gemeinde Neukirchen bei Sulzbach-Rosenberg zusammengestellt. Diese Tabelle ist eine Teilliste der Liste der Baudenkmäler in Bayern. Grundlage ist die Bayerische Denkmalliste, die auf Basis des Bayerischen Denkmalschutzgesetzes vom 1. Oktober 1973 erstmals erstellt wurde und seither durch das Bayerische Landesamt für Denkmalpflege geführt wird. Die folgenden Angaben ersetzen nicht die rechtsverbindliche Auskunft der Denkmalschutzbehörde.

## Baudenkmäler nach Ortsteilen

### Neukirchen
| Lage                            | Objekt                                                 | Beschreibung | Akten-Nr.    | Bild                                              |
| ------------------------------- | ------------------------------------------------------ | --- | ------------ | ------------------------------------------------- |
| Hauptstraße 11 (Standort)       | Katholische Pfarrkirche St. Peter und Paul             | Wandpfeilerkirche, verputzter Massivbau mit eingezogenem, dreiseitig geschlossenem Chor, abgeschrägten Langhausecken und Turm mit Haube, 1926/27; mit Ausstattung.                                                                         | D-3-71-141-1 | weitere Bilder                                    |
| Hauptstraße 19 (Standort)       | Ehemaliges Forsthaus der Freudenberger                 | Zweigeschossiger und verputzter Bruchsteinbau mit Walmdach und gekehlten Fenstergewänden, 1804/05 (dendrochronologisch datiert). | D-3-71-141-2 | Ehemaliges Forsthaus der Freudenberger            |
| Hauptstraße 36 (Standort)       | Evangelisch-lutherische Pfarrkirche St. Peter und Paul | Saalkirche, verputzter Massivbau mit Satteldach, Rundbogenfenstern und Westturm mit Spitzhelm, um 1200, Anbau des eingezogenen Chores mit Fünfachtelschluss, Maßwerkfenstern und Kaffgesims 1452, Barockisierung 1715–21; mit Ausstattung. | D-3-71-141-4 | weitere Bilder                                    |
| Peilsteiner Straße 4 (Standort) | Ehemaliges evangelisch-lutherisches Schulhaus          | Zweigeschossiger, verputzter Massivbau über L-förmigem Grundriss, mit Satteldach, Mitte 19. Jahrhundert. | D-3-71-141-6 | Ehemaliges evangelisch-lutherisches Schulhaus     |
| Peilsteiner Straße 5 (Standort) | Bauernhaus                                             | Wohnstallbau, zweigeschossiger Satteldachbau mit Fachwerkobergeschoss und -giebel, erste Hälfte 19. Jahrhundert; Nebengebäude, zweigeschossiger Putzbau mit Krüppelwalmdach, im Kern wohl 18. Jahrhundert.                                 | D-3-71-141-7 | Bauernhaus                                        |
| Peilsteiner Straße 6 (Standort) | Ehemaliger Lehenbauernhof der Burg Rupprechtstein      | Zweigeschossiger, verputzter Massivbau mit Satteldach, teils gekehlten Laibungen und vertieften Eingängen, im Kern 15./16. Jahrhundert. | D-3-71-141-8 | Ehemaliger Lehenbauernhof der Burg Rupprechtstein |
| Weißensteinstraße (Standort)    | Sogenannte Alte Schmiede                               | Stadel, eingeschossiger Massivbau mit Satteldach, Fachwerkgiebel und Stichbogentor, zweite Hälfte 19. Jahrhundert. | D-3-71-141-3 | Sogenannte Alte Schmiede                          |

### Erkelsdorf
| Lage                    | Objekt     | Beschreibung | Akten-Nr.     | Bild           |
| ----------------------- | ---------- | --- | ------------- | -------------- |
| Erkelsdorf 4 (Standort) | Bauernhaus | Wohnstallbau, zweigeschossiger Massivbau mit Satteldach, Fachwerkobergeschoss und -giebel sowie Kassettentür, Ende 18. Jahrhundert; Stadel, eingeschossiger Bruchsteinbau mit Satteldach, wohl gleichzeitig. | D-3-71-141-10 | weitere Bilder |
| Erkelsdorf 5 (Standort) | Stadel     | Eingeschossiger Fachwerkbau mit Satteldach und teils holzverschaltem Giebel, Ende 18. Jahrhundert. | D-3-71-141-11 | Stadel         |

### Ermhof
| Lage                | Objekt     | Beschreibung | Akten-Nr.     | Bild           |
| ------------------- | ---------- | --- | ------------- | -------------- |
| Ermhof 4 (Standort) | Bauernhaus | Wohnstallbau, eingeschossiger, verputzter Bruchsteinbau mit Satteldach, Fachwerkgiebeln und Zwerchhaus mit Fachwerkobergeschoss, 18. Jahrhundert. | D-3-71-141-12 | weitere Bilder |

### Gaisheim
| Lage                   | Objekt     | Beschreibung | Akten-Nr.     | Bild |
| ---------------------- | ---------- | --- | ------------- | ---- |
| In Gaisheim (Standort) | Bauernhaus | Wohnstallbau mit Fachwerkgiebel, 18. Jahrhundert. Nicht nachqualifiziert, im Bayerischen Denkmalatlas nicht kartiert. | D-3-71-141-13 | BW   |

### Grasberg
| Lage                  | Objekt    | Beschreibung | Akten-Nr.     | Bild |
| --------------------- | --------- | --- | ------------- | ---- |
| Grasberg 2 (Standort) | Bauernhof | Bauernhaus, Wohnstallbau, eingeschossiger Bruchsteinbau mit hohem Satteldach, wohl 18. Jahrhundert; Stadel, eingeschossiger Bruchsteinbau mit Satteldach, Anfang 19. Jahrhundert. | D-3-71-141-14 | BW   |

### Haid
| Lage              | Objekt              | Beschreibung                                                                        | Akten-Nr.     | Bild                |
| ----------------- | ------------------- | ----------------------------------------------------------------------------------- | ------------- | ------------------- |
| Haid 4 (Standort) | Ehemaliges Gasthaus | Zweigeschossiger Bruchsteinbau mit Walmdach und Putzbänderung, 17./18. Jahrhundert. | D-3-71-141-15 | Ehemaliges Gasthaus |

### Holnstein
| Lage                        | Objekt             | Beschreibung | Akten-Nr.     | Bild           |
| --------------------------- | ------------------ | --- | ------------- | -------------- |
| Holnstein 23 (Standort)     | Stadel             | Eingeschossiger Massivbau mit Satteldach, 18. Jahrhundert. | D-3-71-141-17 | BW             |
| Holnstein 28, 30 (Standort) | Ehemaliges Schloss | Dreiseitig um einen Innenhof angeordnete, dreigeschossige Flügel mit Satteldächern, polygonalem Treppenturm, Standerker und Rechteckturm, 1167 erstmals erwähnt, in den Südflügel einbezogene simultane Schlosskapelle St. Katharina, mit gerade geschlossenem Chor und Dachreiter, im Kern gotisch, Umgestaltung 18. Jahrhundert; mit Ausstattung; erhaltene Teilstücke einer Bastei, im Kern frühgotisch. | D-3-71-141-16 | weitere Bilder |
| Holnstein 33 (Standort)     | Schmiede           | Zweigeschossiger Putzbau mit Satteldach, im Kern 18. Jahrhundert, modern bezeichnet mit „1758“, Wiederaufbau 1945/46. | D-3-71-141-18 | BW             |

### Lockenricht
| Lage                     | Objekt                | Beschreibung | Akten-Nr.     | Bild           |
| ------------------------ | --------------------- | --- | ------------- | -------------- |
| Lockenricht 6 (Standort) | Ehemaliges Bauernhaus | Wohnstallbau, zweigeschossiger Satteldachbau mit verputztem Fachwerkgiebel und gekehlten Gewänden, Ende 18. Jahrhundert. | D-3-71-141-19 | weitere Bilder |
| Lockenricht 9 (Standort) | Bauernhaus            | Wohnstallbau, eingeschossiger Bruchsteinbau mit Steildach, 18./frühes 19. Jahrhundert.                                   | D-3-71-141-20 | BW             |

### Mittelreinbach
| Lage                         | Objekt    | Beschreibung | Akten-Nr.     | Bild |
| ---------------------------- | --------- | --- | ------------- | ---- |
| Mittelreinbach 24 (Standort) | Bauernhof | Bauernhaus, Wohnstallbau, eingeschossiger Bruchsteinbau mit Satteldach und Fachwerkgiebeln, im Kern um 1612 (dendrochronologisch datiert), Umbau um 1892 (dendrochronologisch datiert); Stallstadel, eingeschossiger, verputzter Massivbau mit Steildach, 1757; Stadel, eingeschossiger, weitgehend verbretterter Satteldachbau, wohl 1923; Remise, eingeschossiger, verputzter Massivbau mit Satteldach, frühes 20. Jahrhundert. | D-3-71-141-21 | BW   |

### Oberreinbach
| Lage                       | Objekt     | Beschreibung | Akten-Nr.     | Bild |
| -------------------------- | ---------- | --- | ------------- | ---- |
| Oberreinbach 7 (Standort)  | Bauernhaus | Wohnstallbau, erste Hälfte 19. Jahrhundert. Nicht nachqualifiziert, im Bayerischen Denkmalatlas nicht kartiert.                                                              | D-3-71-141-24 | BW   |
| Oberreinbach 10 (Standort) | Bauernhaus | Wohnstallbau, Putzbau mit Satteldach, erste Hälfte 19. Jahrhundert. | D-3-71-141-25 | BW   |
| Oberreinbach 20 (Standort) | Bauernhaus | Wohnstallbau, eingeschossiger Massivbau mit Satteldach und Fachwerkgiebel, erste Hälfte 19. Jahrhundert. Nicht nachqualifiziert, im Bayerischen Denkmalatlas nicht kartiert. | D-3-71-141-26 | BW   |

### Peilstein
| Lage                   | Objekt     | Beschreibung | Akten-Nr.     | Bild           |
| ---------------------- | ---------- | --- | ------------- | -------------- |
| Peilstein 5 (Standort) | Bauernhaus | Einfirsthof, zweigeschossiger Satteldachbau mit Fachwerk-Obergeschoss und -giebel sowie gekehlten Laibungen, 18./19. Jahrhundert. | D-3-71-141-27 | weitere Bilder |

### Pilgramshof
| Lage                     | Objekt | Beschreibung                                                       | Akten-Nr.     | Bild |
| ------------------------ | ------ | ------------------------------------------------------------------ | ------------- | ---- |
| Pilgramshof 1 (Standort) | Stadel | Eingeschossiger Fachwerkbau mit Satteldach, bezeichnet mit „1789“. | D-3-71-141-28 | BW   |
| Pilgramshof 2 (Standort) | Stadel | Eingeschossiger Fachwerkbau mit Satteldach, Ende 18. Jahrhundert.  | D-3-71-141-29 | BW   |

### Steinbach
| Lage                   | Objekt     | Beschreibung                                                                                   | Akten-Nr.     | Bild |
| ---------------------- | ---------- | ---------------------------------------------------------------------------------------------- | ------------- | ---- |
| Steinbach 3 (Standort) | Bauernhaus | Wohnstallbau, zweigeschossiger Satteldachbau mit Fachwerkobergeschoss, frühes 19. Jahrhundert. | D-3-71-141-31 | BW   |

### Trondorf
| Lage                  | Objekt        | Beschreibung | Akten-Nr.     | Bild |
| --------------------- | ------------- | --- | ------------- | ---- |
| Trondorf 1 (Standort) | Wohnstallhaus | Mächtiger eingeschossiger Satteldachbau mit kreuzgratgewölbtem Stallteil, 1604/05 (dendrochronologisch datiert), Fachwerkgiebel 1791/92 (dendrochronologisch datiert). | D-3-71-141-32 | BW   |
| Trondorf 3 (Standort) | Stadel        | Eingeschossiger Putzbau mit Satteldach, Fachwerkgiebel und Giebeltor, wohl 17. Jahrhundert.                                                                            | D-3-71-141-33 | BW   |

### Truisdorf
| Lage                   | Objekt     | Beschreibung | Akten-Nr.     | Bild |
| ---------------------- | ---------- | --- | ------------- | ---- |
| Truisdorf 1 (Standort) | Bauernhaus | Wohnstallbau, zweigeschossiger Satteldachbau mit Fachwerkobergeschoss und -giebel, 18./erste Hälfte 19. Jahrhundert. | D-3-71-141-34 | BW   |

### Keinem Gemeindeteil zugeordnet
| Lage                                                    | Objekt     | Beschreibung                                                                             | Akten-Nr.     | Bild |
| ------------------------------------------------------- | ---------- | ---------------------------------------------------------------------------------------- | ------------- | ---- |
| Bahnlinie Nürnberg - Irrenlohe (nahe Bahn-km 47,701) () | Bahnbrücke | einbogige Eisenbahnüberführung, Sichtmauerwerk aus Natursteinquadern mit Rundbogen, 1857 | D-3-71-141-37 |      |
| Bahnlinie Nürnberg - Irrenlohe (nahe Bahn-km 48,267) () | Bahnbrücke | einbogige Eisenbahnüberführung, Sichtmauerwerk aus Natursteinquadern mit Rundbogen, 1857 | D-3-71-141-38 |      |

## Ehemalige Baudenkmäler
In diesem Abschnitt sind Objekte aufgeführt, die früher einmal in der Denkmalliste eingetragen waren, jetzt aber nicht mehr. Objekte, die in anderem Zusammenhang also z. B. als Teil eines Baudenkmals weiter eingetragen sind, sollen hier nicht aufgeführt werden. Aktennummern in diesem Abschnitt sind ehemalige, jetzt nicht mehr gültige Aktennummern.

| Lage                                                    | Objekt      | Beschreibung                             | Akten-Nr.     | Bild        |
| ------------------------------------------------------- | ----------- | ---------------------------------------- | ------------- | ----------- |
| Neukirchen Hauptstraße 39 (am Alten Rathaus) (Standort) | Gedenktafel | Bezeichnet mit „1781“.                   | D-3-71-141-5  | Gedenktafel |
| Obermainshof Obermainshof 3 (Standort)                  | Stadel      | Zugehörig, Fachwerkbau, 18. Jahrhundert. | D-3-71-141-23 | BW          |

## Abgegangene Baudenkmäler
In diesem Abschnitt sind Objekte aufgeführt, die früher einmal in der Denkmalliste eingetragen waren, jetzt aber nicht mehr existieren, z. B. weil sie abgebrochen wurden. Aktennummern in diesem Abschnitt sind ehemalige, jetzt nicht mehr gültige Aktennummern.

| Lage                                   | Objekt     | Beschreibung | Akten-Nr.     | Bild |
| -------------------------------------- | ---------- | --- | ------------- | ---- |
| Büchelberg In Büchelberg (Standort)    | Bauernhaus | Wohnstallbau, ein- bis zweigeschossiger Frackdachbau mit Fachwerk-Obergeschoss und östlichem Anbau mit Fachwerk, zweite Hälfte 19. Jahrhundert.      | D-3-71-141-9  | BW   |
| Obermainshof Obermainshof 1 (Standort) | Bauernhaus | Ehemaliges Wohnstallhaus, eingeschossiger Bruchsteinbau mit Satteldach und Fachwerkgiebeln, 1533/34 (dendrochronologisch datiert). 2017 abgebrochen. | D-3-71-141-22 | BW   |